# Lúcio Alves
Lúcio Alves, (nome completo Lúcio Ciribelli Alves) (Cataguases, 28 gennaio 1927 – Rio de Janeiro, 3 agosto 1993), è stato un cantante, chitarrista e compositore brasiliano.
Fu un musicista assai apprezzato dai capiscuola della bossa nova Tom Jobim e João Gilberto che ne lodarono le doti vocali e gli arrangiamenti armonici.

## Biografia
Lúcio Alves nacque in una famiglia di musicisti. Il padre era suonatore di tuba e direttore della banda della città, la madre e la zia erano pianiste, la sorella violinista e i fratelli suonavano chitarra e flauto. Sin da quando aveva sei anni si dedicò alla chitarra. Bambino prodigio, non ancora decenne partecipò a una trasmissione televisiva presentando una canzone che fu ripresa da Orlando Silva diventando un successo, e in altre occasioni ebbe l'opportunità di conoscere artisti famosi come Carmen Miranda, Garoto, Ciro Monteiro e Carlos Galhardo.
Os Namorados da Lua costituirono il suo primo gruppo, creato in seguito a una frattura ossea che costrinse Alves a rimanere immobile e che gli concesse solo di dedicarsi al canto. Nel 1941 Os Namorados si classificarono in prima posizione in una gara musicale, incisero in autunno dell'anno successivo il loro primo album a 78 giri che includeva Vestidinho de Iaiá e Té Logo, Sinhá; e continuarono a esibirsi fino al gennaio 1948.
Gli anni quaranta lo videro protagonista della scena musicale brasiliana. Nel 1943 compose De conversa em conversa, portata al successo dai Namorados e più tardi ripresa da João Gilberto; si susseguirono gli spettacoli radiofonici, le esibizioni dal vivo, le registrazioni in studio e la composizioni (individuali o assieme fra gli altri a Haroldo Barboso e Janet DeAlmeida) di tantissimi brani portati al successo da altri artisti brasiliani.
Dopo lo scioglimento del gruppo Alves proseguì la carriera solista che lo avrebbe visto incidere 44 dischi. Nel 1948, dopo alcune incisioni fra le quali Solidão, Aquelas palavras e Seja feliz... adeus, assieme al nuovo gruppo Anjos do Inferno andò in tournée a Cuba, in Messico e negli Stati Uniti. Venne invitato da Carmen Miranda a lavorare con lei, ma preferì tornare in patria rifiutando anche la collaborazione con l'orchestra di Tex Beneke.
Agli inizi degli anni cinquanta Alves ricominciò a incidere dischi in successione. Nel 1954 si unì al cantante Dick Farney costituendo un duo di buon successo. Poi riprese a comporre bossa nova, alternando a registrazioni e alla creazione di nuove canzoni esibizioni in teatro, nei club, negli spettacoli radiofonici e televisivi; e a sua volta fece proprie le composizioni di altri artisti incidendole in studio; fra queste registrazioni un album che includeva successi come Rio, Ah! Se eu pudesse e O barquinho, tutte e tre composte da Roberto Menescal e Ronaldo Bôscoli.
Negli anni sessanta, dopo la registrazione dell'LP A bossa é nossa contenente O samba da minha terra, a seguito del boom delle nuove mode canore Alves si riciclò come produttore di programmi TV. Non abbandonò però del tutto la propria passione. È del 1973 un'altra registrazione di successo, Helena, Helena, Helena, e di due anni dopo l'incisione Lucio Alves, album in cui l'artista riprende canzoni di Jobim, Chico Buarque e Pixinguinha. L'ultima sua fatica è Romântico/A arte do espetáculo - ao vivo, LP inciso dal vivo nell'agosto del 1986 durante la sua performance all'Inverno & Verão Festival di San Paolo.

## Discografia
- 1957 - Serestas (Mocambo)
- 1959 - Lúcio Alves, sua voz íntima, sua bossa nova, interpretando sambas em 3-D (Odeon)
- 1960 - A noite do meu bem (Odeon)
- 1961 - A bossa é nossa (Philips)
- 1961 - Cantando depois do sol (Philips)
- 1962 - Bossa nova mesmo (Philips) con Carlos Lyra, Laís, Sylvia Telles, Vinícius de Moraes e il gruppo di Oscar Castro-Neves
- 1962 - Tio Samba - Música americana em bossa nova (Philips)
- 1963 - Balançamba (Elenco)
- 1964 - Bossa Session (Elenco) con Sylvia Telles e Roberto Menescal
- 1964 - MPB ao vivo
- 1975 - Lúcio Alves (RCA Victor)
- 1978 - Dóris Monteiro e Lúcio Alves no Projeto Pixinguinha (Coronado/EMI-Odeon)
- 1986 - Romântico (Inverno & Verão)
- 1988 - Há sempre um nome de mulher[2]